# Peruseeschwalbe
Die Peruseeschwalbe (Sternula lorata) ist eine Vogelart aus der Familie der Seeschwalben (Sternidae). Sie kommt an den Küsten zwischen Zentral-Ecuador und Nord-Chile vor.

## Merkmale
Die Peruseeschwalbe erreicht eine Größe von 22 bis 24 Zentimetern. Stirn, Kehle und Kinn sind weiß. Die Haube ist schwarz. Zwischen Augen und Schnabel verläuft ein schwarzer Zügel. Bei nichtbrütenden Altvögeln weist die Haube weiße Strichel auf. Das übrige Gefieder ist hauptsächlich hellgrau, an der Unterseite jedoch etwas heller. Die Beine sind gelb. Der Schnabel ist gelb mit einer schwarzen Spitze.

## Vorkommen
Das Verbreitungsgebiet der Peruseeschwalbe erstreckt sich auf die Westküste Südamerikas zwischen Zentral-Ecuador und Nord-Chile. Derzeit sind nur neun Brutkolonien aus Chile und vier aus Peru bekannt.

## Lebensraum
Die Peruseeschwalbe brütet an Sandstränden und Sanddünen, häufig mehr als 100 bis 200 m von der Flutlinie entfernt, sowie in trockenen Steinwüsten ein bis drei Kilometer landeinwärts.

## Lebensweise
Die Hauptnahrung der Peruseeschwalbe besteht aus kleinen Fischen, darunter die Peruanische Sardelle (Engraulis ringens), sowie aus Antarktischen Krill. Wie andere Seeschwalben schwebt sie über dem Meer und erbeutet die Nahrungstiere beim Eintauchen ins Wasser. Die Brutperioden innerhalb der Kolonien verlaufen zeitversetzt und erstrecken sich von August bis Februar. Ansammlungen von Paaren nach der Brutzeit sind zwischen April und Juli zu beobachten. Die Peruseeschwalbe nistet in kleinen, lockeren Gruppen (von 3 bis maximal 25 Nestern). Das Gelege besteht aus ein bis zwei Eiern, die 22 bis 23 Tage bebrütet werden. Gewöhnlich wird jedoch nur ein Junges großgezogen. Die hellgraue und beige Färbung der Eier und Küken bietet eine gute Tarnung gegen die Nachstellungen von Fressfeinden wie Wanderfalken, Andenschakalen und Andenskunke.

## Bestand und Gefährdung
Noch in den 1990er-Jahren wurde die Peruseeschwalbe mit einem Bestand von 5.000 Paaren als „nicht gefährdet“ (least concern) klassifiziert. Zwischen 1997 und 2007 wurde jedoch ein Rückgang der Population von mehr als 50 Prozent verzeichnet, was vor allem auf den Rückgang der Sardellenschwärme im Humboldtstrom, auf die Störung der Brutkolonien durch Strandvehikel und durch die Zerstörung der Brutplätze aufgrund des Baus von Slumstädten, Sommerhäusern und Straßen zurückzuführen ist. Heute schätzt BirdLife International den Bestand auf 1.000 bis 2.500 Individuen und stuft die Art seit 2005 als „stark gefährdet“ (endangered) ein.

## Systematik
Das Typusexemplar wurde 1851 erlegt. 1861 wurde die Peruseeschwalbe von Rudolph Amandus Philippi und Christian Ludwig Landbeck unter dem Binomen Sterna lorata wissenschaftlich beschrieben. Bei einer Revision der Seeschwalben im Jahre 2005 wurde die Peruseeschwalbe in die Gattung Sternula gestellt.